# Black Mouth Cur
Il Blackmouth Cur è una razza canina, non riconosciuta dalla FCI, originaria del sud degli Stati Uniti.
Questi cani sono impiegati per il governo del bestiame (mandrie di bovini) oppure per la caccia alla grossa selvaggina (di solito sono usati nella caccia al cinghiale, ma a volte anche al coguaro). Hanno la fama di essere cacciatore indomiti, che non desistono e che sono pronti a lottare con l'animale selvatico su ogni terreno ed in ogni situazione. Sono considerati buoni compagni per la famiglia, e sono molto diffusi nelle zone rurali del Texas, della Georgia e dell'Alabama.